# 西格丽德·沃尔夫
西格丽德·沃尔夫（德語：Sigrid Wolf，1964年2月14日—），奥地利女子高山滑雪运动员。她曾代表奥地利参加1988年冬季奥林匹克运动会高山滑雪比赛，获得女子超级大回转金牌。